# Anarchisme en Algérie
Anarchisme en Algérie concerne l'histoire du mouvement anarchiste pendant et après la colonisation française en Algérie.

## La période coloniale
Selon l'historien français Gilbert Meynier : « Les antécédents anticolonialistes de l'anarchisme français ne permettent pas vraiment de le distinguer, sur le chapitre des colonies, du reste du mouvement ouvrier. Il serait erroné de penser que la tradition anarchiste fut tout uniment anticolonialiste. Si des militants se réclamant à un titre ou à un autre du courant libertaire/anarchiste purent avoir des positions anticolonialistes, ce fut principalement par le biais de l'antimilitarisme ou de la défense, générale et globale, des opprimés. »
Dès la fin du XIXe siècle, de nombreux groupements de militants politiques (émigrés ou exilés d'origine européenne) se réclament de l'anarchisme et éditent, pour la plupart, leur journal.
Malgré leur envie de développer l'anarchisme à l'ensemble du peuplement d'Algérie, le mouvement anarchiste est à dominante européenne. Les rédacteurs d'articles, les souscripteurs ainsi que les abonnés de la presse libertaire sont dans leur très grande majorité des Européens d'Algérie. Et il faut attendre les années 1920 pour que des militants d'origine algérienne rejoignent le mouvement mais leur nombre est insignifiant.

### La presse libertaire
Le premier journal se réclamant de l'anarchisme, L'Action révolutionnaire, est publié à Alger en 1887.
En 1887, Élisée Reclus participe à des réunions d’anarchistes établis en Algérie pour essayer de fonder un mouvement ouvrier local. À cette époque, certains libertaires voient avec une certaine sympathie cette émigration vers l’Afrique, dans le but de « propagande révolutionnaire ».
En 1890, est publié l'hebdomadaire Le Tocsin, « organe socialiste révolutionnaire », où sont reproduits notamment, des textes de Kropotkine, Paul Lafargue, Louise Michel, Octave Mirbeau, Eugène Pottier et Georges Darien.
Le 27 janvier 1892 à Alger, Jean Faure publie Le Libertaire,, « organe algérien communiste anarchiste ». Sept numéros sont publiés (le dernier, le 10 avril 1892) et diffusés sur tout le littoral africain, d’Oran à Sfax,. Mise à part l'annonce de quelques réunions publiques, très peu d'articles traitent de l'Algérie ou du mouvement social local. Les textes concernent essentiellement l'antimilitarisme, les inégalités sociales, l'exploitation salariale, la Commune de Paris.
D'autres publications éphémères voient le jour. Le 15 janvier 1893, a lieu l'unique parution de La Marmite sociale, « organe anarchiste paraissant à dates irrégulières » avec un extrait de Paroles d'un révolté de Kropotkine. En 1904, deux parutions du Réveil de l’esclave, « journal libertaire syndicaliste ».
Plus importante est, en 1906 puis en 1909 et 1910, la publication de La Révolte, dont l'épigraphe est : « Notre ennemi c'est notre Maître », animée par Maurice Gilles, avec la collaboration notamment d'Eugène Bizeau et une douzaine de numéros.
Un unique numéro du Bulletin du groupe anarchiste d'Alger en 1922.
Entre 1923 et 1926, Le Flambeau, « organe anarchiste de l’Afrique du Nord », publie trente-neuf numéros, malgré une interruption de neuf mois en 1925 à la suite des arrestations de plusieurs anarchistes à Alger dues à la Guerre du Rif. À noter les nombreuses contributions d'Eugène Bizeau, de Henri Zisly et la participation une dizaine de rédacteurs algériens dont Mohamed Saïl. Le journal ouvre une tribune : « Questions coloniales » dans la plupart des numéros, où sont dénoncés le colonialisme, le code de l’indigénat, le rôle néfaste de la religion, etc.

#### Mohamed Saïl
En juillet 1926, dans un article titré « La colonisation » et publié dans Le Flambeau, Mohamed Saïl lance un appel à rejoindre le mouvement révolutionnaire : « Nous faisons appel aux indigènes d'Algérie ; nous les supplions d'ouvrir les yeux et de regarder devant eux. Nous leur disons de rejoindre les groupes d'idées avancées. Qu'ils enseignent à leurs enfants le droit à la révolte contre les tyrans coloniaux ! Pour cela, qu'ils s'instruisent. Qu'ils n'oublient pas que la résignation est le pire des maux, et que le seul moyen de sortir de leur esclavage, c'est l'union contre l'oppresseur colonial ».
Les indigènes ne prendront la parole qu'à partir de 1924, grâce au journal Le Trait d’union franco-indigène, « organe de défense et de revendication des indigènes algériens », publié jusqu'en 1927.
Mohamed Saïl, membre de la section française de l'AIT (CGT-SR), part se battre en septembre 1942 en Espagne contre le fascisme. Agé de 42 ans, il est un des tout premiers volontaires étrangers à rejoindre la Colonne Durruti. Il sera même nommé quelque temps plus tard responsable du Groupe Internationaliste de la milice anarchiste, ce qui était politiquement significatif alors que se menait par ailleurs dans le camp républicain une vigoureuse campagne contre "l'invasion des maures".

### Les groupes anarchistes
En 1890, trois groupes anarchistes sont attestés par un rapport de la police d'Alger. Début juin, création d'un Cercle d'études sociales intitulé « Réveil abstentionniste» à Bab El Oued qui a pour vocation d'organiser des réunions publiques. La même année, apparition d'un groupe nommé « Le Tocsin» consacré à la diffusion du journal éponyme, mais aussi à la tenue d'une bibliothèque militante. Enfin, un rapport des Renseignements généraux indique l'existence d'un groupe anarchiste de Boufarik en 1890.
En 1892, la lecture du Libertaire révèle la présence de plusieurs groupes à Alger. Ils organisent une commémoration de la Commune de Paris (1871). En 1901, existence de groupes anarchistes (dont un groupe de jeunes) à Alger et à Mustapha.
Ces groupes refusent d'envoyer des mandatés au Congrès Socialiste Algérien de 1901. Un tract d'octobre 1901 indique leurs positions : pour la création d'un Comité révolutionnaire et un seul objectif, « la Révolution sociale ». En 1904, un « Groupe de propagande libertaire » est présent à Alger en relation avec le syndicalisme révolutionnaire algérois de l'Université Populaire. En 1905-1907, activité du groupe « Les Précurseurs » (dont Maurice Gilles) à Alger qui se réunit à la Maison du Peuple d'Alger.

#### Le Flambeau
En 1923, apparition du « journal des Groupes libertaires d'Afrique du Nord », Le Flambeau, où les anarchistes algériens affirment vouloir coordonner les libertaires du Maghreb dans un seul et même regroupement politique : « Le Flambeau a l'ambition d'unir tous les camarades anarchistes de notre région, disséminés de tous côtés au sein de la jeune et vivante fédération anarchiste de l'Afrique française du Nord et d'intensifier plus que jamais la propagande anarchiste ». Afin de permettre la diffusion du journal, une association est créée : Les Amis du Flambeau, d'une quinzaine de membres. En novembre 1924, c'est le congrès de la Fédération Anarchiste Algérienne. Une proposition est faite pour aller vers les travailleurs d'Algérie avec des « causeries, conférences, constitution de groupes de quartiers et brochures (...) pour revitaliser le groupe d'Alger ». En avril 1925, Le Flambeau publie dans son no 28, un article sur « Le mouvement anarchiste en Algérie » : « Il n'y a malheureusement pas encore en Algérie, un mouvement anarchiste profond touchant les masses laborieuses à l'égal de la propagande communiste, socialiste ou simplement syndicaliste ». En 1926, apparition de la Fédération Libertaire d'Afrique du Nord avec deux groupes : le Groupe libertaire d'Alger et le Cercle Libertaire « Concordia » d'Oran. Après trois années d'existence, le mouvement ne réussit pas à se développer sur le sol algérien et encore moins au Maroc ou en Tunisie. Le Flambeau cesse brutalement de paraître.

### Personnalités

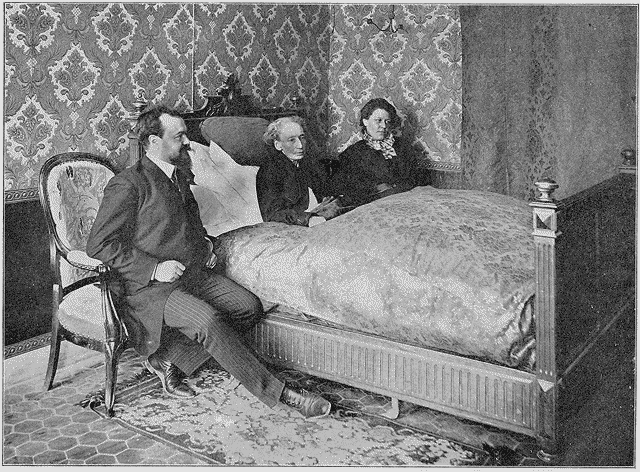
Louise Michel en 1904.

- Louise Michel, quelques mois avant sa mort, d'octobre à décembre 1904, alors âgée de 74 ans, se rend en Algérie avec Ernest Girault[18] pour une tournée de conférences.
- Mohamed Saïl (1894-1953), militant anarchiste, anarcho-syndicaliste et volontaire pendant la révolution sociale espagnole de 1936 dans le groupe international de la colonne Durruti.
- Marguerite ASPES : militante libertaire, membre de la CGT-SR d'Alger, tira sur un informateur de police infiltré à la bourse du travail.

## Le mouvement libertaire et la lutte de libération nationale algérienne
En France, le mouvement libertaire va se diviser, voire s'opposer, sur les guerres de décolonisation et plus particulièrement sur la guerre d’Algérie.
On peut déceler deux positions : l’une, apparemment sans équivoque, renvoie dos à dos l’armée colonialiste et le peuple soulevé pour son indépendance, sous prétexte que les deux sont nationalistes et soumis à des chefs et des dirigeants. L’autre considère qu’une guerre coloniale, que plus généralement une lutte d’un peuple pour son indépendance, constitue un phénomène complexe où interfèrent des données nationalistes et des données de classes en lutte. Selon les tenants de cette seconde position, il faut tenir compte aussi du fait que le peuple qui se soulève a les mêmes adversaires que les exploités du pays colonisateur et que l’analyse de classe permet ainsi de fonder une solidarité anticolonialiste qui peut avoir une portée révolutionnaire aussi bien dans la métropole que dans le pays soulevé où l’unité derrière les chefs de l’insurrection n’est ni fatale, ni forcément durable.

### La Fédération anarchiste
Si la guerre d'Algérie suscite l'hostilité des anarchistes synthétistes de la Fédération anarchiste, c'est essentiellement par antimilitarisme : refus du service militaire et défense de l'objection de conscience. Comme ils l'ont fait au moment de l'entreprise coloniale italienne en Éhiopie, c'est par pacifisme libertaire qu'ils s'y opposent. Ainsi la Fédération anarchiste, tout en condamnant la guerre, renvoie dos à dos les nationalismes français et algérien. Le Monde libertaire appelle à une résistance commune des deux peuples à leurs exploiteurs communs : le FLN qui lutte pour l'indépendance du peuple algérien est mis sur le même pied que le pouvoir colonial.
S'il est hostile à la guerre d’Algérie, comme tous les anarchistes, Maurice Joyeux l’est aussi à la guerre d’indépendance, n’y voyant qu’une révolution bourgeoise : « Nous sommes contre le colonialisme car nous sommes pour les droits de chacun de disposer de lui-même. Nous sommes contre la guerre d’Algérie car nous pensons que les travailleurs n’ont rien à gagner à cette guerre. Mais cette prise de position contre la guerre d’Algérie ne peut être, en aucun cas, une approbation du FLN. En Algérie, les hommes ne luttent pas pour leur libération mais pour se donner de nouveaux maîtres. Et l’expérience nous a appris que, lorsqu’un peuple prend parti pour l’un ou l’autre des clans qui l’exploitent, la victoire finale de l’un d’eux le replonge, pendant des années, dans ses chaînes. ».
Cependant, le débat n'est pas tranché au sein de la Fédération anarchiste où, en mai 1961, est publié dans son Bulletin intérieur, un texte signé A. Devriendt et titré « Les anarchistes s’adressent aux révolutionnaires algériens », qui qualifie la guerre de libération nationale de l'Algérie de « révolution » : « Au-delà des divergences que son évolution peut faire naître et des critiques que l’on peut lui adresser, la révolution algérienne éclaire le monde d’une lueur trop vive et trop riche de promesses pour que les anarchistes n’estiment pas devoir affirmer leur entière solidarité avec elle ». Cette révolution n'est en rien analysée comme un programme de bouleversements appliqué à la société algérienne, mais comme une insurrection replacée dans le cadre de la solidarité internationale des travailleurs. C'est donc un synonyme internationalisé de ce que les Algériens entendaient par « révolution », c'est-à-dire une guerre de libération nationale, une révolution anti-coloniale, mais reformulée dans des termes anarchistes.
Après la publication du « Manifeste des 121 », signé entre-autres par Maurice Joyeux, la FA adopte un point de vue plus nuancé : « Ils ont fait une guerre d’indépendance nationale. Et comment pouvait-il en être autrement ? Est-ce que cela veut dire que nous faisons notre la théorie marxiste selon laquelle un peuple doit passer obligatoirement par le stade l’indépendance nationale pour ensuite se retourner contre sa bourgeoisie ? Nous sommes persuadés que cette étape peut être sautée. »

### La Fédération Communiste Libertaire
La Fédération Communiste Libertaire représente le courant plateformiste du mouvement libertaire français. Elle
a supplanté l'ancienne Fédération Anarchiste après le congrès de Bordeaux de 1953 et repris, et les locaux, et le titre du journal Le Libertaire.
Dès novembre 1954, la FCL s'engage dans le « soutien critique » aux indépendantistes algériens. Le 11 novembre, à peine une dizaine de jours après la Toussaint rouge, Le Libertaire (no 404) titre son éditorial « Vive l'Algérie libre ! ». Les murs de Paris sont alors recouverts d'affiches rouges « Vive l'Algérie libre ! » signée de la FCL.
En accord avec le Mouvement National Algérien (MNA) de Messali Hadj, la FCL envoie un de ses militants Pierre Morain dans le Nord où, le 1er mai 1955, il participe à Lille aux violents affrontements survenus lors de la manifestation entre les forces de l’ordre et les travailleurs algériens porteurs de banderoles réclamant « L’Algérie libre ». Le 8 décembre, il est inculpé d'« atteinte à la sûreté extérieure de l’État » à la suite d'un article anticolonialiste paru avant son incarcération dans Le Libertaire. Il ne sera finalement libéré qu'en mars 1956.
À l'été 1957, les services de police démantèlent définitivement la FCL, victime de la grande activité de ses militants contre la guerre d’Algérie.

### Les Groupes Anarchistes d'Action Révolutionnaire
C'est d'une scission de la FCL, renforcée par quelques militants provenant de plusieurs autres organisations, que sort l'organisation la plus féconde en matière d'anticolonialisme, les Groupes Anarchistes d'Action Révolutionnaire (GAAR) qui publient le journal Noir et Rouge.
Noir et Rouge aborde sans a priori et avec une liberté de ton qui tranche avec le dogmatisme anarchiste, des questions jusque-là réputées résolues, et parmi elles, le nationalisme et les questions de l'émancipation nationale dans le Tiers Monde. Une distinction est établie entre le nationalisme installé des vieilles sociétés capitalistes et le nationalisme revendicateur des sociétés dominées d'où émerge un nouvel internationalisme.
Les GAAR refusent de renvoyer dos à dos les nationalismes algériens et français car cela serait revenu à cautionner la conquête et l'occupation de l'Algérie. Malgré des distances toujours soigneusement prises avec le FLN. Ce dernier était suspecté, non sans quelques raisons, et au moins avec une lucide préscience, d'être anti-libertaire et autoritaire.
Noir et Rouge exprime son soutien aux forces qui « œuvrent à la destruction du colonialisme français en Algérie » et sa solidarité au peuple algérien : « tout en refusant le nationalisme comme l’impérialisme, on ne peut confondre sciemment l’exploiteur et l’exploité, l’oppresseur et l’opprimé. Pour nous, les anarchistes ne peuvent qu’être partisans convaincus de la destruction du colonialisme français en Algérie. [...] Nous ne pouvons être moralement qu’avec le peuple algérien combattant, avec son indépendance pour sa vie purement et simplement. »

### Le Mouvement libertaire nord-africain
Le Mouvement libertaire nord-africain (MLNA) est l’organisation sœur de la Fédération communiste libertaire en Algérie.

### LeManifeste des 121
Le 6 septembre 1960, on trouve au bas du Manifeste des 121, titré « Déclaration sur le droit à l’insoumission dans la guerre d’Algérie », les signatures de plusieurs personnalités de la mouvance libertaire : Maurice Joyeux, Daniel Guérin, Robert Louzon, Charles Vildrac, qui fut au début du XXe siècle, un des animateurs de la communauté libertaire de Créteil et un apôtre de la pédagogie libertaire.

### Personnalités
- Daniel Guérin (1904-1988), écrivain révolutionnaire, anticolonialiste, militant de l'émancipation homosexuelle, théoricien du communisme libertaire[26].
- Pierre Morain (1930-2013), est un ouvrier syndicaliste communiste libertaire[27] et anticolonialiste est le premier militant français emprisonné (un an d’incarcération) pour son soutien aux indépendantistes algériens[28].
- Léandre Valéro (1923-2011), militant syndicaliste communiste libertaire, apporte d’abord son soutien actif aux messalistes du Mouvement national algérien (MNA) puis, en 1955, entre en contact avec les maquis du Front de libération national à qui il fait passer des armes[29].
- Fernand DOUKHAN : arabe, juif, anarchosyndicaliste et anticolonialiste, pilier du mouvement anarchiste en Algérie de l'immédiat avant-guerre jusqu'à l'indépendance de l'Algérie.
- Georges Fontenis (1920-2010), syndicaliste communiste libertaire, arrêté par la Direction de la Surveillance du territoire en juillet 1957 pour son soutien à la cause algérienne. Il est condamné au total à près de deux ans de prison et à plus d’un million de francs d’amende. Il est libéré dans le cadre de l’amnistie décrétée par le général de Gaulle après sa prise de pouvoir en mai 1958[30].
- Line Caminade, syndicaliste communiste libertaire. Elle transporte des valises de matériel pour les maquis de la résistance algérienne et héberge chez elle des réunions de responsables du Mouvement national algérien[31]
- Serge Michel (1922-1997), journaliste, romancier libertaire français anti-colonialiste a pris une part très active aux luttes et aux débats de la décolonisation.

### Travaux universitaires
- Gilbert Meynier, Les anarchistes français et la guerre d'Algérie, Université Nancy 2, 2010, texte intégral.
- Philippe Bouba, L’Anarchisme en situation coloniale, le cas de l’Algérie. Organisations, militants et presse, 1887-1962, thèse de doctorat en histoire et histoire de l'art, sous la dir. de Michel Cadé et de Hassan Remaoun, univ. de Perpignan et univ. d'Oran Es-Senia (Algérie), 2014, 364 p, lire en ligne.
- Philippe Bouba, Le mouvement anarchiste en Algérie de 1887 à 1926 : presse de propagande et de combat, activités militantes et positions politiques face au fait colonial, La guerre d’Algérie revisitée. Nouvelles générations, nouveaux regards, KADRI Aïssa, BOUAZIZ Moula, QUEMENEUR Tramor (sous la direction de), Paris, Karthala, 2015, 396 p.
- Philippe Bouba, Positions et revendications des anarchistes d’Algérie à travers l’étude du Flambeau, organe anarchiste d’Afrique du Nord (1923-1926) : militantisme, propagande envers la population colonisée et anticolonialisme libertaire, Revue Domitia (no 13), Autour de la Méditerranée, Univ de Perpignan Via Domitia, 2014.
- Cédric Guérin, Anarchisme français de 1950 à 1970, Mémoire de Maitrise en Histoire contemporaine sous la direction de Mr Vandenbussche, Villeneuve d’Ascq, Université Lille III, 2000, texte intégral.

### Articles
- André Devriendt, La Guerre d'Algérie et les anarchistes, Le Monde libertaire, no 1306, 6 février 2003, texte intégral.
- Hassan Remoun, Comptes rendus de thèses (Philippe Bouba), Insaniyat no 65-66, juillet-décembre 2014, p. 317-324, lire en ligne
- Benjamin Stora, La gauche socialiste, révolutionnaire et la question du Maghreb au moment du Front populaire (1935-1938), Aden, 2009, texte intégral.
- : compilation d'articles de et sur Mohammed SAIL
- : compilation d’articles du MLNA
- L'affaire Marguerite ASPES

## Documentaire vidéo
- Guillaume Lenormant, Daniel Goude, Une résistance oubliée (1954-1957). Des libertaires dans la guerre d’Algérie, DVD, 2001, voir en ligne.

## Radio
- Sortir du colonialisme : Musique algérienne engagée 1930-1962, Radio libertaire, 30 décembre 2011, écouter en ligne.